# Maraluru, Nanjangud
Maraluru là một làng thuộc tehsil Nanjangud, huyện Mysore, bang Karnataka, Ấn Độ.